# Zevahim (Talmud)
El tratado Zevahim (en hebreo: זבחים) es el primer tratado del orden de Kodashim de la Mishná, el Talmud y la Tosefta. Este tratado discute los temas relacionados con el sistema de sacrificios del Templo de Jerusalén, es decir, las leyes para las ofrendas de animales y aves, y las condiciones que las hacen aceptables o no, como se especifica en la Torá, principalmente en el libro de Levítico. El tratado tiene 14 capítulos divididos en 101 versículos. Hay un comentario rabínico para este tratado en el Talmud de Babilonia. No hay una Guemará de este tratado en el Talmud de Jerusalén.